# کانی پاراسکوین
کانی پاراسکوین (انگلیسی: Connie Paraskevin؛ زادهٔ ۴ ژوئیهٔ ۱۹۶۱) دوچرخه‌سوار و اسکیت‌باز سرعت اهل ایالات متحده آمریکا بود.
وی در مسابقات کشوری و بین‌المللی در مجموع برندهٔ ۴ مدال طلا، ۱ مدال نقره، ۶ مدال برنز شده‌است.